# Brachionycha perfumosa
Brachionycha perfumosa är en fjärilsart som beskrevs av W. Warren 1910. Brachionycha perfumosa ingår i släktet Brachionycha och familjen nattflyn. Inga underarter finns listade i Catalogue of Life.